# 월터 메번
월터 리처드 메번 주니어(영어: Walter Richard Mebane, Jr.)는 미시간 대학교에 정치학, 통계학 교수로 재직 중이며 부정선거 통계분석의 전문가이다. 허나 그가 주장하는 기 일어난 일에 대하여 통계학적으로 분석, 해당 사건의 존재가능성을 역추적하는 방법에 대해선 논란이 있다. 메번은 2009년 이란 대통령 선거의 결과에 관한 일련의 초고 등의, 부정행위의 가능성이 있는 선거 결과에 관한 논문의 저자이다. 2019년에  볼리비아 총선거에 부정행위가 있었다는 미주 기구의 주장을 반박하는 내용의 논문 또한 집필하였다.
이후 대한민국 제21대 국회의원 선거에 부정행위가 있었다는 의혹에 대한 보고서를 의뢰받고 진행(한글 번역본 다운로드) 하기도 했다. 그러나 이는 한국의 선거 및 정치환경, 자료 등에 대한 이해가 전무한 상태에서 쓴 글이라는 비판이 존재한다. 박원호 서울대 정치학과 교수 등은 관내사전투표율을 95%~100%로 이해한 데서 기인한 오류를 지적하였으며,
 이후 메번 교수는 이러한 비판을 수용하여 재분석한 논문을 내놓았고, 그 결과 선거조작 의혹이 더욱 커졌다고 밝혔다.
메번 (또는 미베인 또는 미바인, Mebane) 교수는 유경준 의원이 발표한 부정 선거 확률이 매우 적다라는 발표에 대해 의구심을 가져 와세다 대학 정훈 교수를 통해서 데이터와 R코드 공개를 요구하였다. 그러나 유경준 의원은 이에 대한 논문이나 코드 공개 전혀 없이 해명을 하지 않고 있다가 6월 7일경에 논문을 게시하며, "사전-당일 투표자간 통계학적인 경향성 차이를 찾을 수 없다면 이번 선거 결과는 심각한 부정선거로 간주될 여지가 있다고 봅니다. 이럴 경우 재검표 추진 등 강력한 진상규명 조치가 필요합니다"고 입장을 밝혔다. 또 추후 추가 논문이 공지될 예정이라고 한다. (데이터와 코드 공개를 하는지에 대해 확인 필요) (유경준 의원 페이스북 참고).

또한 유경준 의원의 메번교수(미바인 또는 미베인, Mebane)의 논문에 대한 비판 내용을 미베인 교수는 어느 정도는 이미 알고 있었으며 이를 이미 반영 또는 이를 가정하였다고 한다. 이에 대해 미베인 교수는 정훈 교수를 통해 유경준 의원에게 질의를 하였지만 아직 추후 논의가 이루어지지는 않는 상황이다. 그러나 6월 1일에 발표된 메번(미바인 또는 미베인) 교수의 논문 역시 대한민국 4-15 부정선거(2020년)에 대한 의혹이 여전히 크다는 것이 결론이다. 이는 유경준 의원이 내놓은 논문과는 대체적으로 상반된 의견으로, 유경준 의원실에서 발표한 논문에서 사용한 코드와 데이터 공개 이후에 추가 검증과 논의가 필요한 것으로 보인다. 유경준 의원의 분석의 경우 사실 가장 문제가 되는 사전투표와 본투표의 데이터를 합쳐서 분석했기에 의미가 없다. 부정선거 의혹의 핵심 중 하나가 사전투표와 본투표의 득표율 차이이기 때문이다. 같은 모집단에서 충분히 큰 두 샘플이 서로 통계적으로 불가능할 정도로 유의미하게 차이나는 것이 의혹의 시발점이다.  
이에 대해 김재광 교수는 '빅데이터'의 예와 '빅데이터'의 자기 선택 편향 보정을 들어 그러한 차이가 가능하다고 주장했으나, 선거 데이터는 빅 데이터가 아니라서 그 특성이 완전히 다르기 때문에, 빅데이터에서 사용되는 자기 선택 편향 보정을 해서 데이터에 현실을 맞춰서는 안된다. 특히, 그러한 주장은 그동안 통계학이 쌓아온 '통계적 검정'을 전면적으로 부정하는 것이다. 또한, 그러한 주장은 사전선거 데이터가 '대표성이 없는 데이터'라는 것으로, 사전선거 데이터가 대표성이 없다면, 그것은 심한 인위적 개입이 작용됐다는 방증이 될 수 있다. 사전선거처럼 샘플이 큰 경우, 그것은 대표성이 있어야 하며, 아무리 본투표 데이터가 차이가 나더라도 기존의 선거 데이터를 통해 볼 때, 그 차이의 z-value가 4-5를 넘지 말아야 한다. 그러나 종로구의 경우 사전선거 데이터와 본투표 데이터의 차이가 z-value로 40 이상이 나왔는데, 이는 어떤 수학 선생님의 표현으로는 '내일 당장 태양이 폭발할 확률보다 낮다'는 것으로 이는 두 샘플이 서로 같은 모집단에서 나왔을 확률은 실질적으로 없다는 것을 의미한다. 문제는 이러한 차이가 종로구에서만 나온 것이 아니고 전라도 지역을 제외한 거의 전 지역에서 나왔다는 것으로, 그러한 경우 저렇게 z-value가 높은 값들이 '동시에' 벌어져야 하는 것으로 모두가 '곱사건'이 된다. 따라서, 그러한 선거 결과가 나타날 확률은 정말 저런 z-value가 의미하는 낮은 확률의 제곱 형태로 급격하게 더 낮아진다. 또한 '전라도 지역'에서만 저런 현상이 없어 다른 지역과는 달리, 사전투표와 본투표 간의 통계적 차이가 없으며, 기존의 선거 데이터와도 일치한다는 것은 이러한 의혹을 더욱 부추긴다.
한편, 대한민국의 모 방송사는 5월 초에 미베인 교수와의 인터뷰 일부만을 공개하면서 통계 논문이면 당연히 존재하는 통계학적 한계에 대해서만 보도를 하였다 (게다가 모 방송사의 보도는 6월 초에 미베인이 작성한 논문이 나오기 이전의 보도이다). 이 보도는 선거 자료 분석 과정과 결과에 대한 검증이 아니었으며, 최근 6월 1일에 미베인이 게시한 논문의 결론이 부정 선거의 의혹이 여전히 크다라는 점에 대해서는 추가 보도가 이루어지고 있지 않다. 오히려 일각에서는 논문이 발표되고 출판되는 데에는 당연히 시간이 오래 걸리는 것인데 주로 이러한 비핵심 쟁점에 대해서만 비판이 있는 상황이다. 그러나 출판된 논문이 아니라고 해서 미베인이 사용한 통계 기법과 이를 통해 도출된 결론이 거짓이라고 단정할 수는 없으며, 오히려 미베인 교수의 연구는 콩고를 비롯한 전세계에서 발각된 몇 차례의 부정선거를 밝힌 바 있다는 점에서 여전히 시사하는 바가 있다.
일각에서는 미베인 교수가 많은 비판을 받으면서까지 계속 추가 수정을 하여 논문을 작성했는지에 대한 정황을 미루어 오히려 부정 선거에 대한 큰 의혹을 불러 일으킨다고 말하고 있다.
메번(미베인)은 "선거 포렌식 R 패키지"(Election Forensics R Package, 구글 드라이브, github 다운로드)라는 선거조작 분석 프로그램을 배포하고 있다.
그러나 메번 교수는 2021년 유경준 전 통계청장이 관련 반박 논문 을 내놓은 이후 지금까지 단 한번도 20대 총선이 부정선거였다는 것을 증명하는 재반박 논문을 내놓은 적이 없다.